# Tomás Frías Ametller

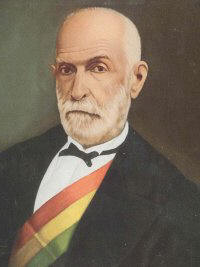
Tomás Frías Ametller

Tomás Frías Ametller (* 21. Dezember 1804 in Potosí; † 10. Mai 1884 in Florenz) war von 1872 bis 1873 und von 1874 bis 1876 Präsident von Bolivien.

## Leben

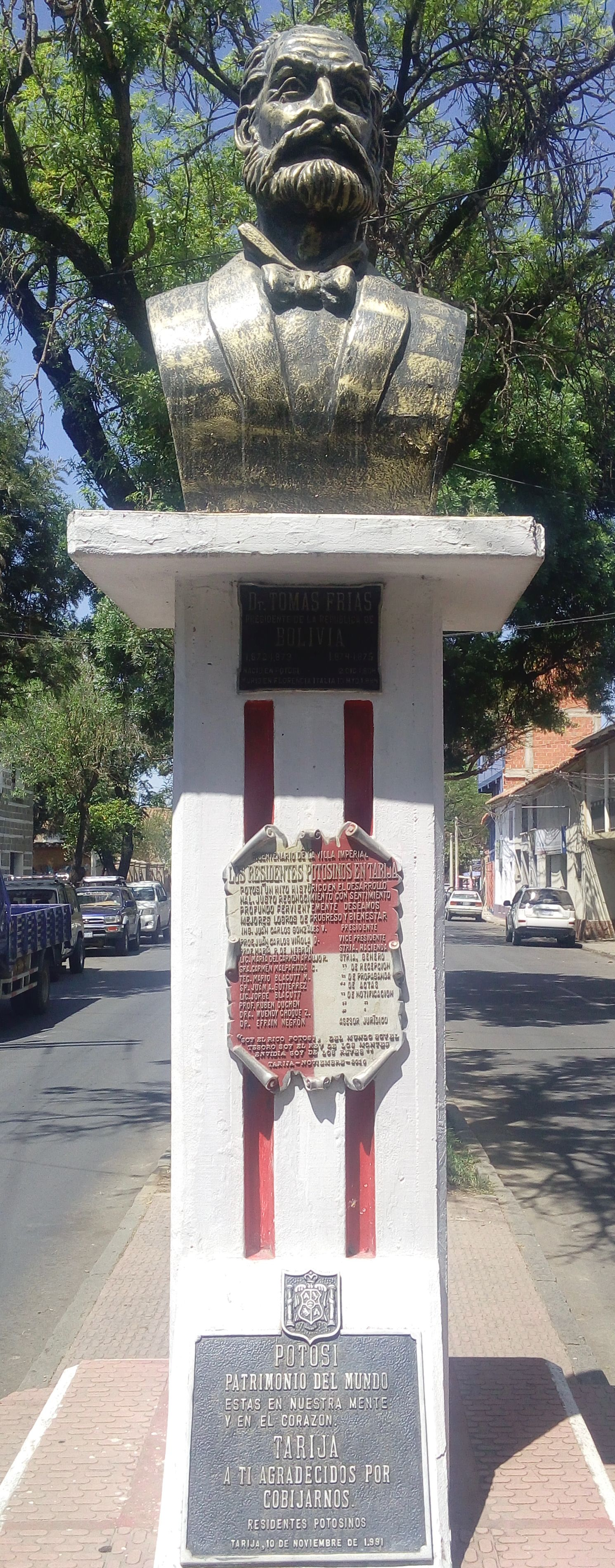
Dr. Thomás Frías, Statue in Tarija (Bolivien). Geschenk von in Tarija lebenden Bürgern aus Potosí

Tomás Frías wurde in eine Latifundistenfamilie geboren. Seine Eltern waren José María Frías und Alejandra Ametller. Frías wurde Außenminister unter der Regierung José Ballivián und war Mitglied der Partido Liberal. Er wurde vom Parlament zum Präsidenten gewählt, als der Diktator Agustín Morales im November 1872 starb. Unter Frías’ Regierung fanden direkte Präsidentschaftswahlen statt und im Mai 1873 übernahm Adolfo Ballivián, der Sohn von José Ballivián, das Präsidentenamt. Nachdem Adolfo Ballivián an Krebs erkrankt und im Februar 1874 gestorben war, wurde Frías zunächst geschäftsführend erneut Präsident. Im August 1874 setzte das Parlament in Sucre Frías verfassungsgemäß bis zum Ende der regulären Regierungsperiode (das wäre 1877 gewesen) als Präsident ein.
1874 unterzeichnete der 70-jährige Präsident ein Wirtschaftsabkommen mit Chile, welches chilenische Staatsbürger und ihre Gesellschaften für 25 Jahre von Steuern in Bolivien freistellte. Im Gegenzug gewährte Chile den bolivianischen Bürgern und ihren Gesellschaften in Chile ebenfalls Steuerfreiheit. Von den entsprechenden Gesetzen profitierten chilenische Gesellschaften, die in großem Umfang Bodenschätze der (damals) bolivianischen Pazifikküste steuerfrei abbauen konnten; in Chile wirkende bolivianische Gesellschaften gab es dagegen kaum. Frías wurde von Hilarión Daza am 4. Mai 1876 durch einen Putsch gestürzt.
1877 wurde die Infrastruktur der Küste um die Región de Antofagasta von einem schweren Tsunami zerstört. Hilarión Grosolé Daza erklärte Anfang 1878 die Klausel, welche die Steuerfreiheit einräumte, für nichtig und forderte von den chilenischen Unternehmen, Steuern rückwirkend bis in das Jahr 1874 nachzuzahlen. Als diese Unternehmen, unterstützt von der chilenischen Regierung, die Zahlung verweigerten, wurden Betriebe konfisziert und im Januar 1879 zur Versteigerung angeboten. Dies führte zum Salpeterkrieg. Nach seiner Niederlage musste Bolivien Im Friedensschluss von 1884 die lukrativen Pazifikprovinzen Región de Antofagasta und Atacama an Chile abgeben.

## Alsop & Co
Das US-Unternehmen Alsop & Co hatte 1876 ein Darlehen des brasilianischen Staatsbürgers Pedro López Gama über 835.000 Bolivianos an die bolivianische Regierung unter Tomás Frías abgelöst, für das Guanovorkommen in Arica als Sicherheit dienten. Arica lag nach dem Salpeterkrieg in Chile, weshalb das US-Unternehmen das Geld 1909 von der chilenischen Regierung einforderte, der US-Botschafter Thomas Cleland Dawson Chile verließ und ein Prozess beim Ständigen Schiedshof angestrengt wurde.

## Ehrungen
An Frías erinnert die Provinz Tomás Frías.
| Vorgänger                 | Amt                                                  | Nachfolger            |
| ------------------------- | ---------------------------------------------------- | --------------------- |
| Agustín Morales Hernández | Präsident von Bolivien 28. November 1872–9. Mai 1873 | Adolfo Ballivián Coll |
| Adolfo Ballivián Coll     | Präsident von Bolivien 31. Januar 1874–4. Mai 1876   | Hilarión Daza         |